# Phygadeuon geniculatus
Phygadeuon geniculatus är en stekelart som beskrevs av Joseph Kriechbaumer 1892. Phygadeuon geniculatus ingår i släktet Phygadeuon och familjen brokparasitsteklar. Arten är reproducerande i Sverige. Utöver nominatformen finns också underarten P. g. nigripes.